# Mengwa Akamba
Mengwa Akamba (18 de Setembro de 1985, Camarões) é um futebolista camaronês que joga como meio campo no Bylis Ballsh da Albânia .